# Borró cassette
"Borró Cassette" é uma canção do cantor colombiano Maluma, tirada de seu segundo do seu segundo álbum de estúdio, Pretty Boy, Dirty Boy (2015). Foi lançado como o segundo single do álbum em 29 de junho de 2015 pela Sony Latin. A música foi bem recebida, sendo nomeada em várias categorias nas cerimônias de premiação latina. Comercialmente, foi bem-sucedido em países da América Latina, liderando as paradas na Colômbia e atingindo o pico dentro dos cinco melhores em vários charts da América Latina e Venezuela. Um videoclipe para a música foi filmado no Meatpacking District, Manhattan, sob a direção de Ulysses Terrero. Ele estreou em Vevo em 28 de agosto de 2015 e apresenta Maluma em uma festa. A fim de promover ainda mais "Borró Cassette", Maluma cantou ao vivo durante suas numerosas aparições em shows de prêmios de música latina.

## Composição e recepção
Maluma gravou uma versão de "estrondo de salsa" da música que foi lançada como single em 2 de outubro de 2015. A letra da música fala sobre uma mulher que se esquece de uma festa que teve com o protagonista masculino na noite anterior. Ele, no entanto, espera aliviar a noite quando estiveram bêbados, evidente nas linhas cantadas por Maluma: "Nós fizemos o amor, passamos um bom momento, e agora você está me dizendo que você apagou a fita?". O título, "borró cassette", traduzido para o português para "apagar a fita", é "uma expressão para fingir algo, geralmente um relacionamento ou encontro amoroso, não aconteceu em primeiro lugar".
Nick Murray, da Rolling Stone, escreveu que "seu ritmo lânguido sugere o tipo de sons que podem ter levado [Maluma] e sua uma mistura em movimento". "Borró Cassette" foi nomeado na categoria de Top Latin Song no Billboard Music Awards, mas perdeu para "El Perdón", de Nicky Jam e Enrique Iglesias. No 2016 2016 Billboard Music Awards, a música foi nomeada na categoria de Canção de Ritmo do Ritmo Latino do Ano. No Premios Juventud de 2016, "Borró Cassette" foi indicada na categoria intitulada "La Más Pegajosa".

## Videoclipe
Um videoclipe para "Borró Cassette", dirigido por Ulysses Terrero, foi filmado em Nova York no Meatpacking District, Manhattan. Foi lançado na conta Vevo de Maluma no YouTube em 28 de agosto de 2015, depois de vários trechos serem lançadas em várias plataformas de mídia social. Durante uma entrevista, Maluma falou sobre o conceito por trás do clipe e as letras, dizendo que juntos representam uma situação comum com a qual muitas pessoas podem se identificar. O clipe apresenta principalmente cenas filmadas em uma festa. Possui uma mulher acordando em uma sala pela manhã e sem se lembrar de onde ela está. Ao analisar o clipe a Billboard, Angie Romero a descreveu como "tão quente quanto você pode imaginar". Ele superou a lista de HTV dos vídeos musicais mais assistidos na América Latina em meados de 2016.

## Apresentações ao vivo
Maluma realizou "Borró Cassette" durante o 12º Premios Juventud realizado em 16 de julho de 2015. Um clipe da performance foi posteriormente carregado na conta oficial Vevo do cantor no YouTube em 31 de julho de 2015. Ele também cantou a canção no premiado Prêmio Latino-Americano de Música de 2015 em 8 de outubro. Um escritor do Peru.com chamou sua performance de "magnífico" e outro da Telemundo chamou de "inesquecível". Em novembro de 2015, Maluma cantou "Borró Cassette" no reality show La Voz Kids Colombia, onde também fazia parte do júri. Para o desempenho, ele se juntou ao cantor Pipe Bueno e cantou vários versos da versão salsa da música. Maluma também cantou ao longo de 2016 como parte da set list de sua turnê em promoção de Pretty Boy, Dirty Boy.

## Desempenho nas paradas musicais
| Chart (2015)                                 | Maior posição |
| -------------------------------------------- | ------------- |
| Colômbia (National-Report)                   | 1             |
| Estados Unidos (Billboard Hot Latin Songs)   | 3             |
| Estados Unidos (Billboard Latin Pop Airplay) | 2             |
| Estados Unidos (Billboard Tropical Airplay)  | 1             |
| Venezuela (Record Report)                    | 4             |

| Chart (2015)                    | Posição |
| ------------------------------- | ------- |
| EUA (Billboard Hot Latin Songs) | 28      |
| EUA (Billboard Latin Pop Songs) | 23      |

## Vendas e certificações
| Região | Certificação | Vendas   |
| --- | ------------ | -------- |
| Espanha (PROMUSICAE)                                                                                         | 3× Platina   | 120,000^ |
| Itália (FIMI)                                                                                                | Ouro         | 25,000‡  |
| ^distribuições baseadas apenas na certificação ‡vendas+valores de streaming baseados somente na certificação |              |          |